# 馬德里地鐵1號線
馬德里地鐵1號線（西班牙語：Línea 1）是馬德里地鐵的一條路線，完全在地底運行，由北面的查馬丁松林站途經太陽站前往東南面的巴爾德卡羅斯站。路線共有33個車站（每個月台長60公尺），全長24公里。興建初期路線只有8個車站，連接北面的四路站和市中心的太陽門。1號線也是馬德里地鐵的第一條路線，在1919年10月17日通車，並在14日後的10月31日向公眾開放。後來又興建了許多延長線，最近的延長線是2007年4月11日北延至查馬丁松林站和2007年5月16日南延至巴爾德卡羅斯站。
1號線是馬德里地鐵第二繁忙的路線，僅次於6號線，每個月有750萬人次乘搭。
馬德里地鐵投資超過6980萬歐元對馬德里地鐵1號線介乎卡斯蒂利亞廣場站和瓜達盧普山站的隧道進行改善工程，影響13.5公里的路線和23個車站，於2016年7月3日開工並於2016年11月12日完工。

## 地圖

1號線地圖